# Ducado de Westminster
El título de Duque de Westminster fue creado por la Reina Victoria en 1874, y otorgado a Hugh Grosvenor, III marqués de Westminster. El poseedor actual del título es Hugh Richard Louis Grosvenor, VII duque de Westminster. 
La sede del título se encuentra en Eaton Hall, Cheshire.

## Historia de la familia Grosvenor
Sir Richard Grosvenor, VII Baronet, fue nombrado Barón Grosvenor en 1761 y en 1784 se convirtió en Vizconde Belgrave y Conde Grosvenor bajo el reinado de Jorge III. El título de Marqués de Westminster fue otorgado a Robert Grosvenor, II conde Grosvenor en la coronación de Guillermo IV en 1831.
Los títulos subsidiarios son: Marqués de Westminster (creado 1831), Conde de Grosvenor (1784), Vizconde Belgrave, de Belgrave en el Condado de Chester (1784), y Barón Grosvenor, de Eaton en el Condado de Chester (1761). El ducado y el marquesado se encuentran en la Nobleza del Reino Unido, los restantes están en la Nobleza de Gran Bretaña. El título de cortesía del hijo mayor y heredero del Duque es Conde Grosvenor.

## Baronets Grosvenor, de Eaton (1622)
- Sir Richard Grosvenor, 1.er Baronet (1584-1645) fue miembro del Parlamento.

- Sir Richard Grosvenor, 2.º Baronet (1604–1664), hijo del 1.er Baronet.

- Sir Thomas Grosvenor, 3.er Baronet (1656–1700), nieto del 2.º Baronet.

- Sir Richard Grosvenor, 4.º Baronet (1689–1732), hijo mayor del 3.er Baronet, murió sin descendencia.

- Sir Thomas Grosvenor, 5.º Baronet (1693–1733), segundo hijo del 3.er Baronet, murió soltero.

- Sir Robert Grosvenor, 6.º Baronet (1755), hijo menor del 3.er Baronet.

- Sir Richard Grosvenor, 7.º Baronet (1731–1802) (creado Barón Grosvenor en 1761).

## Barones Grosvenor
- Richard Grosvenor, 1.er barón Grosvenor (1731–1802) (nombrado Conde Grosvenor en 1784)

## Condes Grosvenor
- Richard Grosvenor, 1.er conde Grosvenor (1731–1802), hijo del sexto Baronet.

- Robert Grosvenor, 2.º conde Grosvenor (1767–1845) (nombrado Marqués de Westminster en 1831).

## Marqueses de Westminster

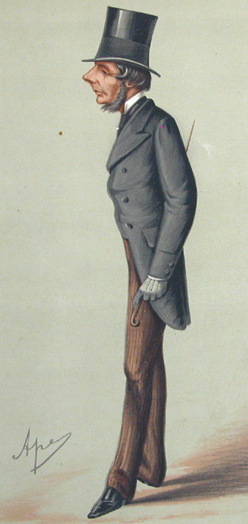
Hugh Grosvenor, 1er duque de Westminster.

- Robert Grosvenor, 1.er Marqués de Westminster (1767–1845), único hijo del 1.er conde.

- Richard Grosvenor, 2.º Marqués de Westminster (1795–1869), hijo mayor del 1.er Marqués.

- Hugh Grosvenor, 3.er Marqués de Westminster (1825–1899) (nombrado Duque de Westminster en 1874).

## Duques de Westminster
- Hugh Grosvenor, I duque de Westminster (1825–1899), hijo mayor del II Marqués.
- Victor Alexander Grosvenor, conde Grosvenor (1853-1884). Hijo mayor del I duque de Westminster.

- Hugh Grosvenor, II duque de Westminster (1879-1953), hijo único de Lord Grosvenor.
- Edward George Hugh Grosvenor, conde Grosvenor (1904-1909), único hijo del II duque. Murió joven.

- William Grosvenor, III duque de Westminster (1894-1963), hijo único de Lord Henry Grosvenor, tercer hijo del I duque, murió soltero.

- Gerald Grosvenor, IV duque de Westminster (1907-1967), hijo mayor del capitán Lord Hugh Grosvenor, sexto hijo del I duque, murió sin descendencia masculina.

- Robert Grosvenor, V duque de Westminster (1910-1979), hermano menor del IV duque.

- Gerald Grosvenor, VI duque de Westminster (1951-2016), único hijo del V duque, murió a causa de un infarto miocardio en agosto de 2016.

- Hugh Richard Louis Grosvenor, VII duque de Westminster (1991-), único hijo varón del VI duque. Recibió el título a raíz de la muerte de su padre en agosto de 2016.

- Datos: Q1264629
- Multimedia: Grosvenor Dukes of Westminster / Q1264629